# Tricentrus gracilicornis
Tricentrus gracilicornis är en insektsart som beskrevs av Kato 1928. Tricentrus gracilicornis ingår i släktet Tricentrus och familjen hornstritar. Inga underarter finns listade i Catalogue of Life.